# William Bonet
Ne doit pas être confondu avec William Bonnet.
Pour les articles homonymes, voir Bonet.
Pas d'image ? Cliquez ici

a Compétitions nationales et continentales officielles uniquement.

Dernière mise à jour le 6 avril 2018.
William Bonet, né le 12 novembre 1980 à Nîmes[réf. nécessaire], est un joueur français de rugby à XV qui évolue au poste de talonneur.

## Biographie
Né dans une famille de treizistes, William Bonet est le fils d'Hervé Bonet et petit-fils d'André Savonne, tous les deux internationaux avec l'équipe de France de rugby à XIII ; William préfère néanmoins se tourner vers le rugby à XV.
Il passe par toutes les catégories d’âge jusqu'à évoluer avec Nîmes en Pro D2. Ce fut l’année de la descente en Fédérale 1.[réf. nécessaire]
Il privilégie ses études en aménagement paysager, et rejoint le club du Pontet en Fédérale 2. Puis, il tente l'aventure à Bourgoin-Jallieu grâce Laurent Seigne, qui cherchait des jeunes à faire travailler et à former. Pour sa deuxième année, il signe un contrat professionnel mais ne joue que quelques matches à cause d’une blessure. Pour la troisième, il est plus souvent remplaçant.[réf. nécessaire]
En 2006, il rejoint l'US Dax, alors en Pro D2,.
Durant la saison 2010-2011, la famille Bonet est victime du décès de leur jeune fille Lola, âgée de deux ans et demi. William quitte ainsi les Landes à la fin de la saison pour rallier la Provence où vit son épouse. Après cinq saisons disputées sous le maillot dacquois, il signe par la suite un contrat de deux saisons avec le Pays d'Aix rugby club.
Après la relégation du club aixois en 2013, il rejoint l'USO Nevers en Fédérale 1, qu'il quitte après deux saisons.

## Palmarès
- Championnat de France de 2e division :
  - Vice-champion : 2007 avec l'US Dax.
- International français des moins de 18 ans[réf. nécessaire].
- International français des moins de 19 ans[réf. nécessaire].